# Mar maroon
mar maroon（マー・マルーン）は2009年3月11日発売した、日本のバンド12012の2枚目のオリジナルアルバム。発売元はNAYUTAWAVE RECORDS。

## 解説
- アルバムのタイトルは「傷つける」と「置き去りにする」を意味する英単語を組み合わせ、「不完全な孤立」[1][2]という意味が込められている。その「不完全な孤立」とは「世の中に反抗しようとしつつも、それに従っている」という、あらゆるものの状態を指している[2]。
- 今作のアルバムの初回盤は12曲、通常盤は13曲収録。前作『DIAMOND』から1年3か月ぶりとなるアルバムで、前作のシングル曲が2曲であったのに対して、今作は5曲を収録している。また、それらのシングル曲すべての背景に"望まれぬ未来"があるという点でリンクしており[3]、たんに"時代"という敵に対して叫ぶだけだった「MERRY GO WORLD」に対して今作では「じゃあ自分は何を選択するか?」を考えさせる作品とした[3]。
- 全曲がストレートなアプローチであったり、はっきりとメッセージを発信しているのは「そうしなければならない危険な状況にあるからだ」という発想に基づく[3]。宮脇いわく「何回も聴いて歌詞が聴き手の体に染みついたときに、この作品の本当の威力を発揮する」[3]とのことで、「俺たちが苦痛を感じている未来を、今生きるあなたたちなら変えられる」[3]、「すべてにおいて絶対に引き下がらない、闘うんだ」[3]といったメッセージが込められている。
- メンバーいわく、前作『DIAMOND』と比べると「根本的には変わってない」とのこと[4]。
- 「とりあえず」という言葉や意識をなくし音を突き詰めるという「出す音には責任持つ」を目標とし[2]、「自分たちがカッコイイと思える曲」にしようと制作に取り組んだ[3]。その結果、新しいテイストが全曲に入り"入口が広くて出口が狭い"を実現したとのこと[3]。
- 初回盤と通常盤が存在しており、初回限定盤にはDVDとトレーディングカード（全5種）が1枚付録、通常盤にはボーナストラックとして『願い』が収録されている。このボーナス・トラックによって初回盤と通常盤では『mar maroon』の物語が異なるエンディング迎えることになっている[3]。
- キャッチコピーは「12012が解き放つ新世代サウンド」。

## 収録内容

### CD
1. THE WORLD [2:26]
  - 作詞:宮脇渉 / 作曲:宮脇渉

物語の主人公が近未来で「cold sleep」から覚醒する場面を描く[1]、未来への希望や夢を表した曲[3]。
2. DNA [4:15]
  - 作詞:宮脇渉 / 作曲:酒井洋明

「THE WORLD」で描いた未来への期待は結局裏切られたということを示すために、明るい雰囲気の前曲の次にこの曲がこの位置に入った[3]。制作当初はギターを入れない予定であったが、アルバムの序盤でその世界観を分かりやすいものにするためにギターが足された[4]。
3. As [4:10]
  - 作詞:宮脇渉 / 作曲:塩谷朋之

6thシングル。日本テレビ系『音楽戦士 MUSIC FIGHTER』POWER PLAY（2009年1月）、テレビ埼玉『ROCK WAVE』オープニング。
4. スマイルアゲイン [4:04]
  - 作詞:宮脇渉 / 作曲:酒井洋明

ゆるやかな出だしで段々と盛り上がる曲にするために、曲の進行とともにハーモニーを構築したりギターの本数を増やしたりしている[4]。
5. MERRY GO WORLD [4:13]
  - 作詞:宮脇渉 / 作曲:塩谷朋之

3rdシングル。日本テレビ系『音楽戦士 MUSIC FIGHTER』POWER PLAY（2008年4月）、テレビ埼玉『HOT WAVE』エンディング（2008年5月）。
6. PSYCHO VIRUS [3:34]
  - 作詞:宮脇渉 / 作曲:須賀勇介

今作では唯一の須賀が作曲した、12012としては最速のシャッフル曲[3]。
7. 逢いたいから.... [5:56]
  - 作詞:宮脇渉 / 作曲:塩谷朋之

5thシングル。日本テレビ系『音楽戦士 MUSIC FIGHTER』エンディング（2008年10月）。
8. SYSTEM[0]DOWN [3:41]
  - 作詞:宮脇渉 / 作曲:酒井洋明

物語の急展開を描いた曲[1]。12012としては初の合宿中に録音した曲[5]。
9. 太陽 [4:25]
  - 作詞:宮脇渉 / 作曲:酒井洋明

4thシングル。テレビ埼玉『ROCK WAVE』オープニング（2008年8月）。「-Album ver.-」と明記されていないが、シングルから前奏が8秒ほど追加されている。
10. GENERATION [4:31]
  - 作詞:宮脇渉 / 作曲:酒井洋明

川内いわく「録ってる時は"速えな、これ"とか思って。でも、録ったのを聴くと、まったりしてる感じがした」とのこと[5]で、また須賀は初めてこの曲を聴いたときに「これを12012でやってしまって、いいのか?」と感じていたため原曲と"真逆の方向"にアレンジしたとのこと[5]。
11. I DEAL [4:18]
  - 作詞:宮脇渉 / 作曲:宮脇渉

物語に存在する歪みを表した曲[6]。
12. Hallelujah-Album ver.- [5:41]
  - 作詞:宮脇渉 / 作曲:塩谷朋之

7thシングル。日本テレビ系『ニッポン縦断おかず発見!ルート88』エンディング。
13. 願い [4:11]
  - 作詞:宮脇渉 / 作曲:酒井洋明

通常盤のみに収録されているボーナス・トラック。

### DVD
- 5thシングル「逢いたいから....」の初回盤A付録のDVDに収録されたものとは異なる、PV「逢いたいから....」とインタビュー映像が収録されている。
- シングルのDVDに収録されたPVが物語仕立てになっていたのに対し、今作では演奏風景を中心としたものになっている。またメンバーの衣装は『mar maroon』のものになっている。